# BT-7
BT-7은 BT 시리즈의 마지막이자 발전형으로, BT-5의 후계기종이다. 1935년부터 1940년까지 다양한 형식으로 총 7000대에서 8000대 생산되었다.
특징으로는 노상주행시 무한궤도를 벗겨서 장륜 장갑차처럼 이동시킬 수 있는 독특한 주행방식인 크리스티 현가장치가 있다. 또한 전륜은 자동차 바퀴처럼 조향도 가능했다. 1937년에는 포탑 강화를 위해 경사장갑을 도입했고, 타원형의 해치가 각각 독립된 신형 포탑 차량이 생산되었다. 이 차량은 BT-7 1938년형으로 불렸으며 후기 생산 차량은 기관총을 증설한 개량 포탑이 사용되었다.한가지 일화로, 노몬한 전투 및 겨울전쟁 당시 일본군과 핀란드군의 화염병에 의해 다수의 BT-7이 격파되며 이에 엔진등을 개량한 버전인 BT-7M이 개발되었다.

## BT-42 경돌격포
BT-42는 핀란드가 소련의 BT-7을 노획하여 자체제작한 경돌격포이다. 그러나 노획이라는 큰 결함이 있어 단 18대만 생산되었다.

## 개량점
- 리벳접합에서 용접접합 방식으로 변경됨
- 엔진의 성능 향상됨
- 클러치와 브레이크 신형탑재
- 실내 연료탱크 용적 증가
- 좌우 펜더위에 추가 연료탱크 탑재 가능